# 1905 год в спорте
Список 1905 год в спорте перечисляет спортивные события, произошедшие в 1905 году.

## Российская империя
- Чемпионат России по конькобежному спорту 1905;

### Шахматы
- Всероссийский турнир 1905/1906;

## Международные события
- Кубок домашних наций 1905;
- Тур де Франс 1905;
- Создан баскетбольный клуб «Дьюк Блю Девилз»;
- Создан хоккейный клуб «Женева-Серветт»;

### Чемпионаты Европы
- Чемпионат Европы по конькобежному спорту 1905;
- Чемпионат Европы по фигурному катанию 1905;

### Чемпионаты мира
- Чемпионат мира по фигурному катанию 1905;

### Регби
- Кубок домашних наций 1905;

### Футбол
- Чемпионат Уругвая по футболу 1905;
- Созданы клубы:
  - «Адмира Ваккер Мёдлинг»;
  - «АДО Ден Хааг»;
  - «Айнтрахт» (Трир);
  - «Аль-Олимпи»;
  - «Анкона»;
  - «Арминия» (Билефельд);
  - «Бадахос»;
  - «Бастия»;
  - «Богемианс 1905»;
  - «ВБ Вагур»;
  - «Вильгельмсхафен»;
  - «Галатасарай»;
  - «Градец-Кралове»;
  - «Динамо» (Ческе-Будеёвице);
  - «Зриньски»;
  - «Индепендьенте»;
  - «Институт»;
  - «Клуб Ремо»;
  - «Колон»;
  - «Кристал Пэлас»;
  - «Кунео»;
  - «Кьяссо»;
  - «Ланкастер Сити»;
  - «Либертад»;
  - «Луккезе»;
  - «Майнц 05»;
  - «Ньон»;
  - «Осер»;
  - «Платенсе» (Висенте-Лопес);
  - «Сентраль Эспаньол»;
  - СКС;
  - «Спорт Ресифи»;
  - «Старт» (Кристиансанн);
  - «Тиро Федераль»;
  - «Трапани»;
  - «Уддевалла»;
  - «Чарльтон Атлетик»;
  - «Челси»;
  - «Эстудиантес»;
  - «Юрдинген 05»;

#### Англия
- Футбольная лига Англии 1904/1905;
- Футбольная лига Англии 1905/1906;
- ФК «Челси» в сезоне 1905/1906;

### Шахматы
- Бармен 1905;
- Остенде 1905;